# Crossodactylodes septentrionalis
Espèce
Crossodactylodes septentrionalis est une espèce d'amphibiens de la famille des Leptodactylidae.

## Répartition
Cette espèce est endémique de l'État de Bahia au Brésil. Elle se rencontre dans la municipalité d'Arataca.

## Publication originale
- Teixeira, Recoder, Amaro, Damasceno, Cassimiro & Rodrigues, 2013 : A new Crossodactylodes Cochran, 1938 (Anura: Leptodactylidae: Paratelmatobiinae) from the highlands of the Atlantic Forests of southern Bahia, Brazil. Zootaxa, no 3702, p. 459–472.